# Uffington (Lincolnshire)
Pour les articles homonymes, voir Uffington.
Uffington est une paroisse civile et un village du Lincolnshire, en Angleterre.